# Marie Brudieux
Marie Brudieux, épouse Liguinen, née le 26 mars 1901 à Saint-Salvadour (Corrèze) et morte le 2 avril 2015 à Draveil (Essonne), a été la doyenne authentifiée des Français du 14 juillet 2013 au 2 avril 2015. Elle était aussi vice-doyenne européenne. 
Elle fut toutefois tardivement reconnue comme telle, l'officialisation de l'existence des personnes les plus âgées dépendant uniquement de la volonté des familles. Jusqu'en juillet 2014, date à laquelle Marie fut levée de son anonymat, la doyenne publiquement connue des Français était alors Olympe Amaury, née 3 mois plus tard.
Marie Liguinen vivait dans une maison de retraite à Draveil.